# Певање из вика (књига)
Певање из вика је стручна монографија аутора Димитрија Големовића, који је аутор и нотографија и фотографија. Превод резимеа на енглески језик је урадио Милош Заткалик. Књигу је издало Друштво за неговање традиционалног певања извика из Нове Вароши 2016. године.

## О аутору
Димитрије Големовић (Београд, 3. април 1954) је студирао на Музичкој академији (Факултету музичке уметности) у Београду на одсецима за етномузикологију, композицију и соло певање. Магистрирао је и докторирао из области етномузикологије. Од 1979. професор је на Факултету музичке уметности; дугогодишњи је шеф Катедре за етномузикологију и гостујући професор на Музичкој академији у Бањој Луци.

## О књизи
У књизи Певање из вика је представљен облик старије двогласне традиције која је очувана до данашњих дана. У њој су сабрана истраживања у неколико десетина села: Рожанство, Стари Влах, Рача, Трнава, Бесеровина, Кремна и др. у периоду од 1982. до 1985. године.
Књига садржи и компакт-диск са изабраним песмама.